# برج و بارو زنجان
برج و بارو مربوط به دوره سلجوقیان است و در زنجان، انتهای خیابان اصغریه، کوچه پشت پرسی گاز، پلاک ۱۷ واقع شده و این اثر در تاریخ ۹ دی ۱۳۸۷ با شمارهٔ ثبت ۲۳۸۷۹ به‌عنوان یکی از آثار ملی ایران به ثبت رسیده است.